# Diagonaliseerbare matrix
In de lineaire algebra heet een vierkante matrix {\displaystyle A} diagonaliseerbaar als er een inverteerbare matrix {\displaystyle P} en een diagonaalmatrix {\displaystyle D} bestaan zodanig dat: 
{\displaystyle D=P^{-1}AP}.
Deze eigenschap is equivalent met te zeggen dat {\displaystyle A} een basis van eigenvectoren heeft. 
Een symmetrische matrix is diagonaliseerbaar en de basis van eigenvectoren is zelfs orthonormaal. Er is dan ook een diagonaliserende matrix {\displaystyle P}, die niet enkel inverteerbaar is, maar zelfs orthogonaal. In dat geval geldt dus:
{\displaystyle D=P^{\top }AP}.
Een vierkante niet-symmetrische matrix is  diagonaliseerbaar indien er geen ontaarding van de eigenruimten optreedt. Dit betekent dat voor elke eigenruimte de dimensie gelijk moet zijn aan de multipliciteit van de eigenwaarde. Als alle eigenwaarden enkelvoudig zijn, wordt hier automatisch voldaan en kan de matrix gediagonaliseerd worden. Bij meervoudige eigenwaarden kan het dus zijn dat de matrix al dan niet diagonaliseerbaar is.
De onderstaande tabel toont een overzicht van de mogelijkheden.
| Reële matrix                                | Algemeen              | Symmetrisch        |
| ------------------------------------------- | --------------------- | ------------------ |
| Diagonaliseerbaar                           | Niet altijd           | Altijd             |
| Door middel van                             | Reguliere matrix      | Orthogonale matrix |
| Eigenwaarden                                | Kunnen complex zijn   | Steeds reëel       |
| Eigenvectoren van verschillende eigenwaarde | Lineair onafhankelijk | Orthogonaal        |
| Ontaarding                                  | Mogelijk              | Niet mogelijk      |
Concreet bevat de diagonaliserende matrix {\displaystyle P} als kolommen de coördinaten van de eigenvectoren, en op de hoofddiagonaal van de diagonaalvorm {\displaystyle D} staan de eigenwaarden. Hierbij moet in {\displaystyle P} en {\displaystyle D} dezelfde volgorde van eigenvectoren en eigenwaarden worden aangehouden. Het element {\displaystyle D_{kk}} op de hoofddiagonaal van {\displaystyle D} moet dus een eigenwaarde zijn en die eigenwaarde behoort bij de eigenvector die zich in de k-de kolom van {\displaystyle P} bevindt. 
Doordat men de nummering van eigenvectoren en bijhorende eigenwaarden vrij kan kiezen zijn er dus meerdere oplossingen voor {\displaystyle P} en {\displaystyle D} te vinden, door in beide matrices op dezelfde manier de volgorde van de kolommen te herschikken.